# Ochnaceae
Ochnaceae es una familia de plantas que comprende principalmente árboles, arbustos y más raramente hierbas. Las especies de Ochnaceae se encuentran en regiones subtropicales y  tropicales. Naturales de Sudamérica tiene unos 53 géneros y 600 especies.  

## Descripción
Son árboles, arbustos o hierbas; plantas hermafroditas. Hojas alternas, simples o raramente pinnaticompuestas (Rhytidanthera), frecuentemente con numerosos nervios secundarios paralelos; estípulas presentes, frecuentemente laciniadas. Inflorescencias de flores axilares, o racimos, cimas o panículas terminales; flores actinomorfas; sépalos (2–) 4–5 (–10), libres, imbricados o raramente contortos; pétalos 4–5 (–10), libres, imbricados o contortos; estambres 5, 10 o numerosos, libres, anteras 2-loculares, con dehiscencia longitudinal o poricida, estaminodios a veces presentes en 1–3 verticilos, ocasionalmente connados formando un tubo alrededor del ovario; ovario súpero, entero a profundamente lobado, 1–10 (–15)-locular, frecuentemente sobre un receptáculo o toro agrandado, estilo simple o a veces ausente (Cespedesia), estigmas 1–5. Frutos cápsulas septicidas o carpelos formando drupas carnosas separadas y dispuestas sobre un toro agrandado; semillas 1–numerosas.

## Subdivisión
Subfamilia Ochnoideae
Esta familia se caracteriza por la ausencia de endosperma en las semillas.
Tribu Elvasieae
Elvasia (también Hostmannia, Trichovaselia o Vaselia)
Tribu Lophireae (a veces incluido como familia Lophiraceae)
Lophira
Tribu Ochneae
Ochna (también Diporidium)
Tribu Ourateeae
Ouratea (también Kaieteuria)
Subfamilia Luxemburgoideae
Esta familia se caracteriza por tener endosperma en la semilla.
Tribu Euthemideae
Euthemis
Gomphia (también Campylospermum, Idertia, Rhabdophyllum)
Tribe Luxemburgieae
Godoya
Luxemburgia (también Charidion, Hilairella, Epiblepharis, Periblepharis, Plectanthera)
Philacra
Sauvagesia (también Neckia, Leitgebia, Lavradia, Pentaspatella, Roraimanthus, Vausagesia ) - Sauvagesia. Este género es a veces elevado a tribu Sauvagesieae.
Schuurmansia
Wallacea
Otros géneros
Adenarake
Blastemanthus
Brackenridgea (también Pleuroridgea)
Cespedesia (también Fournieria)
Fleurydora
Godoya
Indosinia (también Distephania o Indovethia)
Lophira
Krukoviella (también Planchonella)
Perissocarpa
Poecilandra
Rhytidanthera
Schuurmansia
Schuurmansiella
Sinia
Testulea
Tyleria (también Adenanthe)

## Sinónimos
- Euthemidaceae Van Tiegh.
- Lophiraceae Endl.
- Luxemburgiaceae Van Tiegh.
- Sauvagesiaceae Dum.
- Simabaceae Horan. (p.p.)
- Wallaceaceae Van Tiegh.

Las siguientes familias se excluyen de Ochnaceae:
- Diegodendraceae
- Strasburgeriaceae